# Polygonatum griffithii
Polygonatum griffithii är en sparrisväxtart som beskrevs av John Gilbert Baker. Polygonatum griffithii ingår i släktet ramsar, och familjen sparrisväxter. Inga underarter finns listade i Catalogue of Life.